# Mala Dubrava - Vučedol
Mala Dubrava - Vučedol este o arie protejată (sit de importanță comunitară — SCI) din Croația întinsă pe o suprafață de 225,06 ha, integral pe uscat.

## Localizare
Centrul sitului Mala Dubrava - Vučedol este situat la coordonatele 45°19′23″N 19°02′15″E / 45.323143°N 19.037449°E.

## Înființare
Situl Mala Dubrava - Vučedol a fost declarat sit de importanță comunitară în iulie 2013 pentru a proteja un număr necunoscut de specii din flora spontană și fauna sălbatică aflate în arealul zonei.

## Biodiversitate
Situată în ecoregiunea continentală, aria protejată conține 1 habitat natural: Păduri de stejar sau de stejar și carpen sub-atlantice și medio-europene de Carpinion betuli.
La baza desemnării sitului se află un număr nedeclarat de specii protejate.
Pe lângă speciile protejate, pe teritoriul sitului au mai fost identificate 1 specie de plante.